# Glieneitz
Glieneitz ist einer von 18 Ortsteilen der Gemeinde Zernien im Landkreis Lüchow-Dannenberg in Niedersachsen.

## Ortsbeschreibung
Die Streusiedlung besteht aus 15 (meist ehemaligen) Hofstellen, die auf einer Fläche von ca. einem Quadratkilometer verteilt am südlichen Rand des Waldgebietes Göhrde im Drawehn liegen.

## Geschichte
Großsteingräber in der Umgebung weisen darauf hin, dass die Gegend schon in prähistorischer Zeit besiedelt war. 
Die erste urkundliche Erwähnung des Ortes findet sich im Lüneburger Lehnsregister für das Jahr 1360 unter dem Namen Gelnisse. Der Name ist slawisch und bedeutet etwa so viel wie „Lehm-Ort“. Im Jahr 1604 galt der Ort als wüst. Für das Jahr 1684 wurden wieder zwei Vollhöfe genannt, allerdings unter einem Besitzer.
Mindestens seit Mitte des 17. Jahrhunderts bis zum Jahr 1932 bestand Glieneitz hauptsächlich aus einer Hofstelle (früher „Hufe“, später „Gut“ genannt). Urkunden enthalten auch Hinweise auf eine zweite, die aber „wüst fiel“ (aufgegeben wurde). Während eine Sippe mit dem Namen Schenk diese Hofstelle mehr als 200 Jahre bewirtschaftete, wechselten die nachfolgenden Besitzer sehr schnell: im Grundbuch, das 1884 angelegt wurde, sind acht Wechsel in nur knapp 40 Jahren aufgeführt.
Letzte Besitzerin des Gutes mit ca. 220 Hektar Land war die Siedlungsgesellschaft Hannover. Sie betrieb eine Aufsiedlung, d. h. das Land wurde in 15 Siedlerstellen aufgeteilt, vier Wohnhäuser entstanden in den vorhandenen Gebäuden, elf weitere wurden von den Siedlern gebaut. Dies geschah in einer Zeit mit enormer Arbeitslosigkeit (Anfang der 1930er Jahre). Daher versuchten nicht nur Menschen mit Kenntnissen in Sachen Landwirtschaft aus der näheren Umgebung, sondern auch völlig Berufsfremde aus anderen Landesteilen (z. B. Westfalen und Sachsen), sich in Glieneitz eine neue Existenz aufzubauen.
Der Ort gehörte zur Gemeinde Reddien im Landkreis Uelzen. Am 1. Juli 1972 wurde Reddien im Zuge der Gebietsreform dem Landkreis Lüchow-Dannenberg zugeordnet und in die Gemeinde Zernien eingegliedert.

## Glieneitz heute

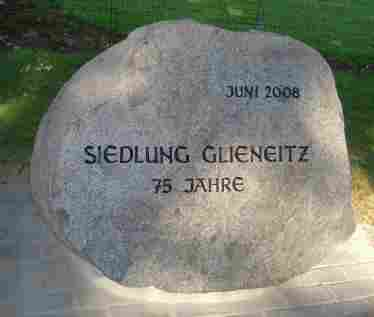
75 Jahre Glieneitz

Besonders die allgemeinen Strukturveränderung in der Landwirtschaft haben dazu geführt, dass ab 2009 nur noch ein (größerer) landwirtschaftlicher Betrieb in Glieneitz ansässig sein wird. Die meisten anderen Hofstellen wechselten ihre Besitzer und werden zum „Wohnen auf dem Lande“ genutzt – u. a. von mehreren Pferdehaltern. Die Zahl ihrer Tiere hat inzwischen die Einwohnerzahl von 45 (Stand: Juni 2008) überschritten.